# シュロモー・ザンド

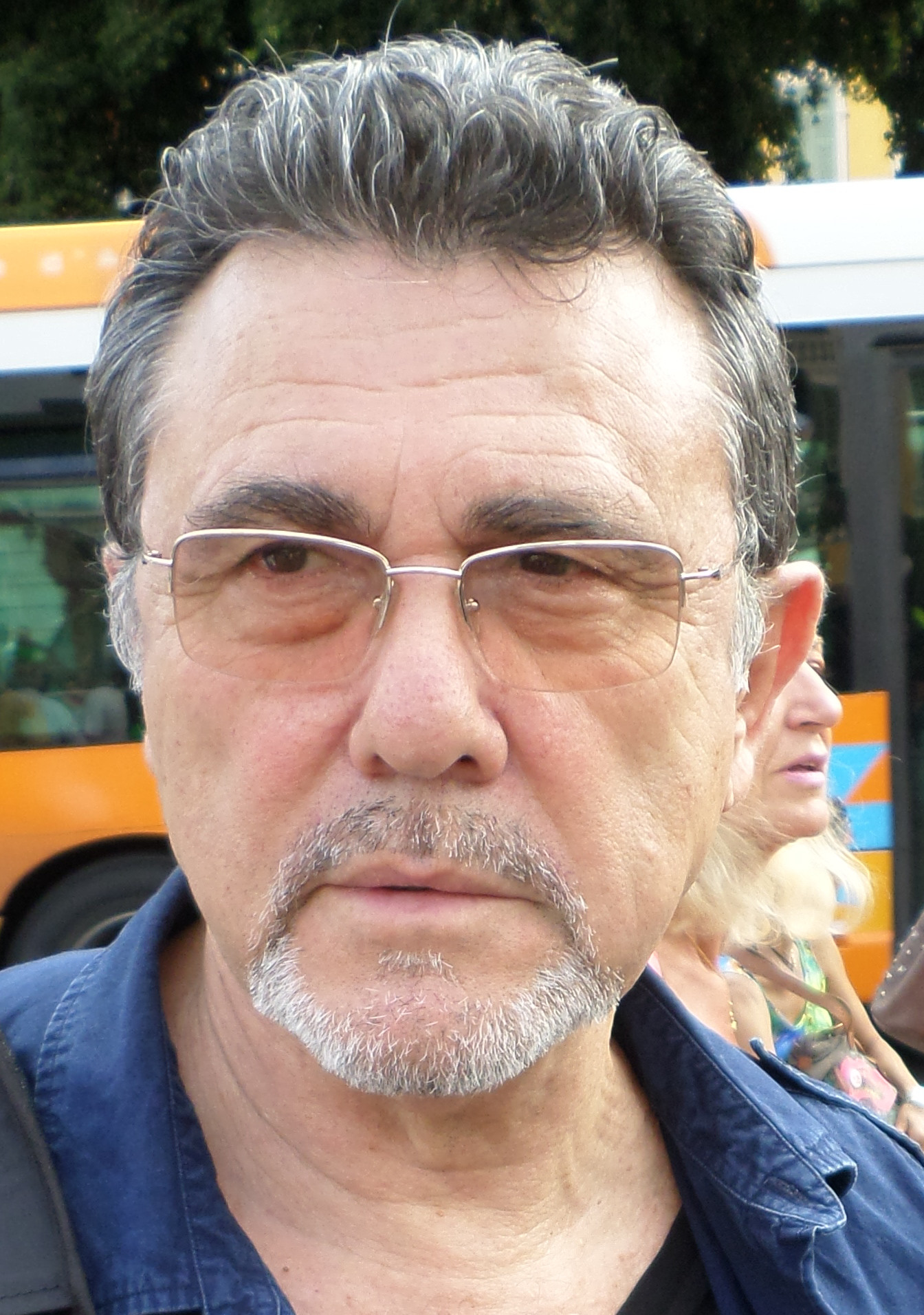

シュロモー・ザンド（ヘブライ語：שלמה זנד、1946年9月10日 - ）は、イスラエルの歴史学者。テルアビブ大学人文学部歴史総科在任中。日本語では、シュロモー・サンドと表記されることが多い。民族的にはユダヤ人。

## 概要
オーストリア・リンツの難民キャンプで、ユダヤ人の家庭で生まれた。1948年、両親とともにイスラエルに移住し、のち左翼思想に傾倒し左翼団体で活動した。ザンドはイスラエルを離れパリの社会科学高等研究院に在籍した。1983年、同研究院でジョルジュ・ソレルの思想に関する博士論文を仕上げ、翌年出版された。のちイスラエルに帰国し1984年以降はテルアビブ大学で現代ヨーロッパ史を教える。
彼の著書、『いつ、どうやってユダヤ民族は作られたのか？』（ヘブライ語、2008年）はイスラエルのマスメディアに取り上げられ、当地で19週にわたるベストセラーを記録。その後、世界15カ国で翻訳され、日本語訳も2010年に『ユダヤ人の起源 ― 歴史はどのように創作されたのか』という題で、浩気社より発刊された。同年6月ザンドは来日し、東京、京都、広島で講演を行った。
日本のジャーナリスト広河隆一とは、1960年代に反パレスチナ占領運動を共に行うなど親交があり、来日は広川の招請によるものであった。

## 著書
邦訳書
- 『ユダヤ人の起源 ― 歴史はどのように創作されたのか』高橋武智, 佐々木康之, 木村高子訳

浩気社, 2010／筑摩書房〈ちくま学芸文庫〉, 2017
2009年に現代の政治・歴史に関する著書に与えられるフランスの今日賞を受賞。